# Irina Rodríguez Álvarez
Irina Rodríguez Álvarez (Barcelona, Catalunya, 16 de setembre de 1977) és una nedadora de natació sincronitzada catalana, guanyadora d'una medalla olímpica a Pequín 2008.
Als 26 anys, va participar en els Jocs Olímpics d'Estiu de 2004 realitzats a Atenes (Grècia), on va finalitzar quarta en la prova per equips, guanyant així un diploma olímpic. En els Jocs Olímpics d'Estiu de 2008 realitzats a Pequín (República Popular de la Xina), on va aconseguir guanyar la medalla de plata en la prova per equips de natació sincronitzada.
Al llarg de la seva carrera ha guanyat 7 medalles al Campionat del Món de natació, entre les quals una medalla d'or, i 5 medalles en el Campionat d'Europa de natació, entre les quals dues medalles d'or.